# 2 Korpus Armijny (Siły Zbrojne Południa Rosji)
2 Korpus Armijny Sił Zbrojnych Południa Rosji – korpus armijny Armii Ochotniczej i Sił Zbrojnych Południa Rosji. Oddział był drugim korpusem SZPR, po najsłynniejszym 1 KSZPR. 2 KASZPR utworzony 15 listopada 1918 roku. W kwietniu 1920 powtórnie utworzony pod kontrolą Armii Rosyjskiej Wrangla.
Skład początkowy korpusu:

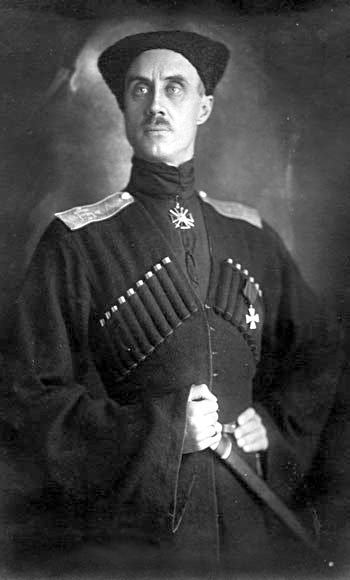
Gen. Piotr Wrangel – dowódca korpusu po powtórnym jego utworzeniu.

- 1 Dywizja Piechoty (do 15 maja 1919)
- 2 Dywizja Piechoty (do 27 grudnia 1918)

Dowódcy 2 Korpusu Armijnego:
- 15 listopada − 24 grudnia 1918 – gen. lejtnant Aleksandr Borowski
- 15 lutego − 1 czerwca 1919 – gen. lejtnant Władimir Maj-Majewski
- 5 sierpnia 1919 – gen. lejtnant Michaił  Promtow

Skład sztabu korpusu:
- 19 listopada 1918 − 24 stycznia 1919 – gen. major A.K. Appelgren
- 23 stycznia − 5 lutego 1919 – kpt. Paszkowski
- luty − 1 czerwca 1919 – gen. Władimir Agapiejew
- 1 czerwca − 11 listopada 1919 – N.W. Abutkow
- sierpień − październik 1919 – płk. Gałkin
- 11 listopada 1919 − 9 sierpnia 1920 – gen. A.G. Faljew

16 kwietnia 1920, korpus został powtórnie utworzony z części wojsk Armii Rosyjskiej Wrangla, w jego skład wchodziły następujące jednostki:
- 13 Dywizja Piechoty SZPR
- 34 Dywizja Piechoty SZPR
- 1 Dywizja Kawalerii (od 28 kwietnia 1920 1 Dywizja Konna)
- 2 Samodzielny Dywizjon Artylerii Ciężkiej
- 2 Samodzielny Batalion Artylerii Pozycyjnej (kontrolowany przez 2 Brygadę Kawalerii)
- 4 Samodzielna Kompania Inżynieryjna
- 3 Samodzielna Kompania Łączności

7 lipca 1920, kiedy 1 Dywizję Konną przekazano Korpusowi Konnemu Armii Rosyjskiej, w skład 2 Korpusu Armijnego weszła 2 Samodzielna Zbiorcza Brygada Kawalerii (od 8 sierpnia 1920 – 1 Samodzielna Dywizja Kawalerii). Po podziale Armii Rosyjskiej na 1. i 2 Armię, 2 Korpus Armijny wszedł w skład 1 Armii.
Skład:
- 13 i 34 Dywizja Piechoty
- Zbiorczy pułk piechoty gwardii
- 2 Samodzielny Dywizjon Artylerii Ciężkiej
- 4 Samodzielny Batalion Artylerii Pozycyjnej
- 2 i 5 Samodzielna Kompania Inżynieryjna
- 2 Samodzielna Kompania Łączności

Po odwrocie na Krym 2 Korpusowi Armijnemu została przekazana 6 Dywizja Piechoty z rozformowanego 3 Korpusu Armijnego.
Dowódcą 2 Korpusu Armijnego był gen. lejtnant Jakow Słaszczow, zaś kierownikiem sztabu korpusu: płk. W. P. Dubajago.